# نانوفناوری پزشکی
نانوفناوری پزشکی بهره‌گیری از فناوری نانو در علم پزشکی است. نانوفناوری پزشکی تأثیرات شگرفی را در بسیاری از حوزه‌های پژوهشی همچون مهندسی بافت، حسگرهای زیستی مبتنی بر سلول، میکروآرایه‌های پرتوان و پزشکی ترمیمی داشته‌است. نکته ای را که در زمینه فناوری نانو می‌بایست مد نظر قرار داد این است که فعالیت در ابعاد نانومتری کلید اصلی در ساخت تکنولوژی‌های جدید برای تمامی حوزه‌های پژوهشی پزشکی است. از دیدگاه مولکولی، پزشکی مدرن هنوز در ابتدای راه خود قرار دارد. مثلاً امروزه از داروهایی استفاده می‌کنیم که شامل ساختار محدودی از مولکول‌ها هستند. این ملکولها برای درمان یک بیماری خاص به کار می‌روند. به کمک نانوفناوری پزشکی، محصولات دارویی می‌توانند مثل ماشین‌های هوشمند برنامه‌ریزی شوند. آن‌ها به حسگرهایی مجهزند که می‌توانند قدرت تصمیم‌گیری و تأثیرپذیری از محیط را برای ماشین‌ها فراهم کنند. این ماشین‌ها می‌توانند مانع از عوارض جانبی و واکنش‌های حساسیت زا را گردند. داروهای جدید خود را با بدن سازگار می‌کنند و تنها با رسیدن به مقصد نهایی عمل اختصاصی خود را که در واقع همان درمان است انجام می‌دهند که به این عمل دارورسانی هدفمند می‌گویند.
آنها می‌توانند قبل از فعال شدن دارو از آزاد شدن مقدار بیشتر از حد آن جلوگیری کنند و مانع بروز مسمومیت شوند. درمان و پیشگیری بیماری‌ها از قابلیت‌های چشمگیر نانوفناوری پزشکی به‌شمار می‌رود. این فناوری با استفاده از نانو ابزارها و نانو ساختارهای مهندسی شده، اعمالِ ساخت، کنترل، دیدن و ترمیم سیستم زیستی انسان در مقیاس مولکولی را انجام می‌دهد. ابزارهای بسیار ابتدایی نانوفناوری پزشکی می‌توانند برای شناسایی بیماری و توزیع دارو، و همچنین توزیع هورمون در بیماری‌های مزمن و نقص‌های سیستم بدن به کار روند. ابزارهای بسیار پیشرفته تر، از قبیل نانو روبات‌ها هستند که به عنوان جراحان کوچک داخل بدن عمل می‌کنند. نانوبوت‌ها، روبات‌هایی هستند که اندازه آن‌ها در حد نانومتر باشد. چنین ماشین‌هایی می‌توانند با ورود به داخل سلول‌ها ساختار آسیب دیده آن‌ها را تغییر دهند و درصدد ترمیم آن‌ها برآیند. آن‌ها قادرند خود را تکثیر کنند یا نواقص ژنتیکی را با جابه‌جا کردن یا دستکاری مولکول‌های DNA برطرف سازند. تاکنون اکثر نگاه‌ها بر مواد نانومتری در حوزه پزشکی بر مبنای کاربردهای آن‌ها به عنوان ایمپلنت یا ساخت ظروف کشت سلولی بوده چرا که خصوصیات مکانیکی مواد نانومتری در این حوزه بسیار چشمگیر می‌باشد. علاوه بر ویژگی‌های یاد شده، نانومواد بسترهای دینامیکی مناسبی را فراهم سازند که این بستر بخاطر نیروهای فیزیکی، برهمکنش‌های شیمیایی و توپوگرافی علاوه بر برهمکنش مستقیم سلول سبب تحریک سلول و اختصاصی شدن آن گردند. میکرو و نانو ساختارها سبب ایجاد تغییرات متعددی همچون همترازی، افزایش طول، قطبیت، مهاجرت، تکثیر و بیان ژن در سلول‌ها می‌گردد. نانوفناوری پزشکی همچنین می‌تواند به بررسی توانایی‌های ساختارهای نانویی در تمایز سلول‌های بنیادی بپردازد.
نور عامل روشنایی جهان است. اما آیا این نور تنها توسط واکنش‌های شیمیایی تولید می‌شود؟ اخیراً مشخص شده‌است که نور توسط سلول‌های ما نیز تولید می‌شود و جزء اجزا اصلی تشکیل دهنده محیط داخلی بدن انسان‌ها است. نور را می‌توان جزء غیر مادی بدنمان که ما را با محیط اطراف مرتبط می‌سازد، در نظر گرفت. وجود این نور درونی در سال۱۹۲۰ توسط جنین‌شناس روسی بنام Alexander Gurwitsch کشف شد و نهایتاً توسط بیوفیزیست‌های از ۱۹۶۰ مطابق با آخرین پیشرفتهای علوم تکنولوژی منتشر شد.
تمام ارگانیسم‌های زنده، از جمله انسان تابش ضعیفی را از خود ساطع می‌کنند که توسط چشم غیر مسلح قابل مشاهده نیست، اما توسط فوتو مالتی پلایر که سیگنال‌های ضعیف را چندین میلیون برابر تقویت می‌کند، قابل اندازه‌گیری می‌باشد و محققان را قادر می‌سازد تا این سیگنال‌ها را به صورت نمودار ثبت کنند. سلول‌ها و تمام ارگانیسم‌ها زنده تا قبل از مرگ پالس‌های نوری با شدت‌های متعدد (کمی بیش از ده‌ها هزار فوتون در ثانیه بر سانتیمتر مربع) از خود ساطع می‌کنند. این شدت برابر است با مشاهده نور شمع از فاصله ۱۵ مایلی و صدها میلیون بار ضعیف تر در مقایسه با روشنایی روز. این تابش‌های سلولی، به عنوان تابش‌های بیوفوتونی شناخته شده‌اند.
گروه فریتس پاپ در آلمان نشان دادند که این فوتون‌های تابش یافته از یک بازه طول موجی ۲۰۰ تا ۸۰۰ نانومتر برخوردار بوده و شامل فوتونهای نورمرئی نیز می‌شوند، و تعداد فوتونهای ساطع شده از چند فوتون تا چند صد فوتون در ثانیه بر سانتیمتر مربع سلول زنده می‌تواند تغییر کند. با استفاده از روش‌های آزمایشگاهی بسیار دقیق که شامل استفاده از شمارش کننده‌های تک فوتونی (Single photon counters)، نشان داده شد که این تابش از یک میدان فوتونی تقریباً همدوس (Coherent) سرچشمه می‌گیرد و منابع اصلی این تابش، مولکول DNA و تشدیدگرهای کاواکی(Cavity resonators) داخل سلول بوده و مکانیسم این تابش شامل انباشت فوتون‌ها در کاواک‌ها و کانال‌های اطلاعاتی (که توسط نیروهای کازمیر فعال می‌گردند)، می‌شود. ارتباط نزدیکی مابین این تابش و لومینسانس تأخیری (Delayed luminescence) از سلول که ناشی از حالت‌های وانگیخته میدان همدوس فوتونی آن می‌باشد، وجود دارد و اینکه می‌توان این تابش را یک تنظیم‌کننده اصلی و حمل‌کننده اطلاعات مربوط به حیات در نظر گرفت. اکنون مبحث استفاده از خواص فوتون‌های زیستی جهت تعیین فیزیولوژی سلولی و آشکار سازی تخریب سلولی در پدیده‌هایی مانند شروع و رشد عارضه سرطان، در مرزهای دانش جهانی قرار گرفته‌است.

## تاریخچه توسعه مطالعهٔبیوفوتون‌ها
از دیر باز در کشورهای شرقی به خصوص در چین، مردم اعتقاد داشتند که سلول‌های زنده نوعی انرژی، تحت عنوان «نیروی زندگی» از خود ساطع می‌کنند.
زمانی که جنین‌شناس و بافت‌شناس روسی Alexandr G.Gurwitsch آزمایش‌هایی را بر روی ریشه پیاز انجام داد، بیوفوتون‌ها کشف شدند. او دریافت اثرات سلول‌های در حال تقسیم در ریشه یک گیاه باعث تحریک تقسیم سلول‌ها در ریشه گیاه دیگر می‌گردد. هنگامی که او مشاهده کرد این اثر از کوارتز عبور می‌کند اما از شیشه معمولی عبور نمی‌کند، نتیجه گرفت که این نور می‌بایست یک تابش میتوژن در محدوده نور ماوراء بنفش باشد. Gurwitsch متقاعد شد که این تابش از شاخه مورفوژنتیک در درون ارگانیسم‌ها است که ساختار و سازمان فرایند حیات را در سلول و ارگانیسم بیان می‌کند. با این حال با تکنیک‌هایی که از ۱۹۲۰ تا ۱۹۴۰ در دسترس بودند،Gurwitsch و همکارانش توانستند پرتوهای میتوژنتیکی را اندازه‌گیری کنند (عمدتا از دتکتورهای بیولوژیک مانند ریشه پیاز یا کشت مخمر استفاده کردند). این محققان قادر به شناسایی فوتون‌هایی صدها برابر ضعیف تر و حتی ثبت تک فوتون‌ها شدند.
از ۵۵–۱۹۵۴زمانی که بیوفیزیست ایتالیاییL.Colli و U.Facchini و همکارانشان در دانشگاه میلان کشف Gurwitsch را به وسیلهٔ تکنیک جدید بررسی می‌کردند، نشان دادند که جوانه گیاهان مختلف نور مرئی ساطع می‌کنند. با این حال پس از انتشار این دو مقاله تحقیق را ادامه ندادند. در ۱۹۶۰ اولین گزارش از امواج بسیار ضعیف سلول توسط دانشمند روسی به عنوان پرتو میتوژن ارائه گردید. در حالی که دانشمندان روسی مطالعات گسترده ای روی بیوفوتون‌ها با فوتومالتی پلایر پیش از ۱۹۴۰، انجام داده بودند، مطالعات سیستماتیک غربی‌ها در این زمینه با آزمایش‌های فیزیوشیمیست استرالیایی Terence I.Quickenden در اواخر ۱۹۶۰ و اوایل ۱۹۷۰ و نهایتاً با مطالعات بیوفیزیست آلمانی Fritz Albert Popp از ۱۹۷۴ ادامه یافت. Popp و همکارانش در دانشگاه مربرگ و به دنبال آن در دانشگاه کایزسلاترن و انستیتو بین‌المللی بیوفیزیک کایزسلاترن و Neuss، اولین محققان در آزمایش‌های سیستماتیک و تحقیقات تئوری در مورد تمام سوال‌های مربوط به این خواص بیولوژیک جدید بودند.
سی سال پس از آن،Popp و همکارانش و بسیاری از محققان دیگر در سراسر دنیا نه تنها وجود بیوفوتون‌ها را در همه جا بدون هیچ شکی نشان دادند، بلکه خصوصیات مربوطه را نیز منتشر کردند و موجب آغاز گسترش شماری از کاربردهای عملی بیوفوتون‌ها در حوزه سنجش میکروارگانیسم‌ها، گیاهان، حیوانات و انسان شدند. امروزه انستیتو بین‌المللی بیوفیزیک که توسط Popp و برخی همکارانش در ۱۹۹۶ تأسیس شد به یک شبکه جهانی تحقیق متشکل از ۲۲ عضو و ۱۴ گروه در دانشگاه‌های آمریکا، چین، روسیه، هند، ژاپن، کره، اسرائیل، ایتالیا، انگلستان و آلمان تبدیل گردیده است، که همه با هم بر روی بیوفوتون‌ها تحقیقات خود را انجام می‌دهند.
تا چند دهه پیش، میدان‌های انرژی زیستی، وجود خارجی نداشت. در حالی که اکنون نه تنها وجود چنین میدان‌هایی به صورت علمی ثابت شده‌است، بلکه توانسته‌اند نحوه تولید آن و این که چگونه در اثر بیماری‌ها تغییر می‌یابند را نیز توضیح دهند. امروزه با کمک علم فیزیک می‌دانیم که همهٔ ما یک انرژی جمعی و از یک سرچشمه‌ایم. در واقع آنچه هست، فقط سطوح مختلف ارتعاش است. تمام شکل‌های ماده در سطوح مختلف، انرژی ارتعاشی دارند. ما از میدان‌های انرژی متراکم تر که آن را بدن فیزیکی می‌نامیم و میدان‌های کم‌تراکم تر (میدان‌های انرژی لطیف) تشکیل شده‌ایم. حیات وابسته به انرژی فوتون‌های متصاعد شده از خورشید است. در چرخه حیات، ابتدا فوتون به وسیله کلروفیل درختان جذب می‌شود تا در یک فرآیندی شیمیایی (فتوسنتز) با دیگر مواد ترکیب شده و در نهایت گلوکز و اکسیژن به دست آید. از دیدگاه فیزیک و مطابق با نظرات ریچارد فاینمن (برنده جایزه نوبل سال ۱۹۵۶) برهمکنش الکترومغناطیسی، نقش بنیادی در بیولوژی ایفا می‌کند. الکترومغناطیس مسئول ساختار و رفتار اتم‌ها، مولکول‌ها، سلول‌ها و در نهایت بدن انسان می‌باشد و در اصل انسان یک سیستم الکترومغناطیسی است. از دیرباز در شرق، اعتقاد بر این بوده که سلول‌های زنده نوعی انرژی تحت عنوان «نیروی حیات» از خود ساطع می‌کنند. در سال ۱۹۶۰ کشف شد که سلول‌های زنده نوعی نشر همدوس به نام «بیوفوتون» از خود منتشر می‌کنند. امروزه از دیدگاه بیوفیزیک، یک ارگانیسم زنده، مجموعه ای پیچیده از بارهای الکتریکی است که به گفته فاینمن تنها از طریق فوتون‌ها برهم اثر متقابل دارند؛ بنابراین در ارگانیسم زنده، بیوفوتون‌هایی وجود دارد که با اجزای ارگانیسم یعنی اتم‌ها، مولکول‌ها، ماکرومولکول‌ها، ارگان‌ها و کل بدن برهمکنش دارند. Ruth و Popp نشان دادند که حیوانات، گیاهان و انسان‌ها تحت شرایط خاصی شروع به تابش یا جذب فوتون می‌کنند، که قابل اندازه‌گیری است. در سال ۱۹۷۲ آلن و همکارانش تابش فوتون از گلبول‌های سفید چند هسته ای را در طی فاگوسیتوز کشف کردند. در سال ۱۹۷۶ نلسون و همکارانش موفق به کشف تابش فوتون از ماکروفاژها شدند. روشجر، گرانیگر و کلیما نخستین کسانی بودند که موفق شدند طیف فوتون‌های متصاعد شده از فاگوسیت‌ها را اندازه‌گیری کنند. طیف فوتون‌های متصاعد شده از فاگوسیت‌ها نزدیک به طول موج‌های ۴۸۰٬۶۳۰و۷۰۰ نانومتر است و نوعی واکنش مهم سیستم ایمنی محسوب می‌شود. ایجاد سوراخ با سوزن در طب سوزنی سبب حمله فاگوسیت‌ها و تولید بیوفوتون‌هایی با طول موج ۶۳۰ نانومتر در محل تحریک می‌شود.